# 阿尔瓦伦加 (阿罗卡)
阿尔瓦伦加是葡萄牙阿威罗区的一个堂区。总面积39.33平方公里，总人口1368人，人口密度34.8人/平方公里。